# Santa Maria de la Fosca
Santa Maria de la Fosca, inicialment anomenada l'Assumpció de la Fosca, és una capella del municipi de Palamós (Baix Empordà), situada al barri de la Fosca, prop de la platja de sa Tamardia.

## Història
Fou construïda el 1946 amb les aportacions dels propietaris de les cases d'estiueig que s'anaven construint al voltant de la platja de la Fosca des de principis del segle xx, en un solar donat per Maria Torras de Tarrés. El bisbe de Girona, Josep Cartañá, va donar el vist-i-plau a l'avantprojecte que dissenyà Antoni Badrinas. L'arquitecte fou Damià Ribas. El 7 d'abril de 1947, el rector de Sant Joan de Palamós, mossèn Gaspar Coll, va beneir la capella. El 27 de juliol de 1947, el bisbe Josep Cartañá va beneir la campana que havia estat donada pel senyor Josep M. Piera i Caparà. El 14 d'agost de 1952, es va beneir la imatge de la verge de l'Assumpció. El presbiteri de l’altar va ser dissenyat per l'artista Narcís Comadira el 1968.

## Descripció
És un edifici inspirat en l'arquitectura religiosa popular. És una nau rectangular, capçada amb absis semicircular. Al frontis hi ha la porta, de mig punt, una finestra lateral i un òcul, envoltats amb pedra, a l'antiga, i un porxo de teules. Al capdamunt, una petita espadanya.